# پیوند مغز
پیوند مغز یا پیوند همه اندامگان (به انگلیسی: Brain transplant or whole-body transplant) یک عمل جراحی است که در آن مغز یک اورگانیسم به بدن اورگانیسم دیگر پیوند زده می‌شود. این عمل جراحی با پیوند سر متفاوت است، در پیوند سر، کل سر به یک بدن تازه پیوند زده می‌شود نه فقط مغز. از نظر تئوری یک شخص با نارسایی پیشرفته اندامی می‌تواند اندامی جدید و قابل کاربرد بیابد در حالی که شخصیت، خاطرات و هوشیاری خود را حفظ کند.
تاکنون هیچ پیوند سر انسانی انجام نشده‌است. رابرت جی وایت، جراح مغز و اعصاب، سر یک میمون را به بدن بی سر یک میمون دیگر پیوند زده‌است. خوانده‌های EEG نشان داد که مغز پس از آن به‌طور طبیعی کار می‌کرده‌است. در ابتدا پنداشته می‌شد که این اثباتی بر امتیاز ایمنی داشتن مغز است، زیرا سیستم ایمنی میزبان نخست بدان حمله نکرد، ولی پس زنی سیستم ایمنی باعث شد تا میمون نه روز بعد بمیرد. همچنین پیوند مغز و مفاهیم مشابه موضوع بسیاری از ژانرهای علمی تخیلی بوده‌اند.

## چالش‌های پیش رو
یکی از مهم‌ترین موانع این عمل ناتوانی بافت عصبی در التیام یافتن است. بافت عصبی زخمی نمی‌تواند پیام‌ها را به درستی جابه‌جا کند، این موضوع دلیل ویرانگر بودن آسیب طناب نخاعی است.
همچنین می‌توان از یک واسط مغز و رایانه برای اتصال مغز نمونه آزمایش به بدن خودش استفاده کرد. یک مطالعه با یک میمون به عنوان نمونه آزمایش، نشان داد که فرستادن مستقیم فرمان‌ها از مغز با دور زدن طناب نخاعی برای حرکت دادن دست ممکن است. یکی از مزایای این اتصال قابل تنظیم بودن آن بعد از مداخلات جراحی است، زمانی که اعصاب نمی‌توانند بدون جراحی به هم متصل شوند.
همچنین برای اینکه جراحی شدنی باشد، سن اهدا کننده بدن باید کافی باشد؛ مغز یک فرد بالغ نمی‌تواند در جمجمه ای که به رشد حداکثری خود نرسیده‌است جای گیرد، که در سن ۹ تا ۱۲ سالگی رخ می‌دهد.
زمانی که اندام‌ها پیوند زده می‌شوند، پس زنی تهاجمی اندام توسط سیستم ایمنی میزبان می‌تواند رخ دهد. از آنجایی که سلول‌های ایمنی CNS به نگهداری نوروژنسیس و توانایی یادگیری فضایی در بزرگسالی کمک می‌کنند، گمان می‌رفت که مغز اندامی با امتیاز ایمنی (غیرقابل پس زنی) باشد. با این حال پس زنی ایمنی مغز پیوند زده شده در میمون‌ها گزارش شده‌است.